# Сапунов Данило Володимирович
Данило Володимирович Сапунов (5 квітня 1982, Запоріжжя, Українська РСР) — український триатлет, Заслужений тренер України з триатлону, учасник Олімпіад у Афінах та Пекіні. На Олімпійських іграх 2012 року зайняв 42-ге місце.

## Статистика
Статистика виступів на головних турнірах світового тріатлону:
| Дата | Назва турніру                         | Місце | Час (очки) | Примітки |
| ---- | ------------------------------------- | ----- | ---------- | -------- |
| 2001 | Кубок світу                           |       |            |          |
| 2002 | Кубок світу                           |       |            |          |
| 2003 | Кубок світу                           |       |            |          |
| 2004 | Олімпійські ігри                      | 17    | 01:54:33   | [ 1 ]    |
|      | Кубок світу                           |       |            |          |
| 2005 | Кубок світу                           |       |            |          |
| 2006 | Чемпіонат світу                       | 29    | 01:55:26   |          |
|      | Кубок світу                           |       |            |          |
| 2007 | Чемпіонат світу                       | 26    | 01:45:31   |          |
|      | Кубок світу                           | 60    | 25         |          |
| 2008 | Олімпійські ігри                      | 21    | 01:50:58   | [ 2 ]    |
| 2008 | Кубок світу                           | 71    | 28         |          |
| 2009 | Чемпіонат світу                       | 28    | 938        |          |
| 2010 | Чемпіонат світу                       | 56    | 562        |          |
| 2011 | Чемпіонат світу                       | 64    | 392        |          |
| 2012 | Олімпійські ігри                      | 42    | 01:51:32   |          |
|      | чемпіонат світу з дуатлону (естафета) | 10    | 00:21:37   |          |
|      | Чемпіонат світу                       | 94    | 331        |          |
| 2013 | Чемпіонат світу                       | 141   | 50         |          |
| 2014 | Чемпіонат світу                       | 58    | 504        |          |
| 2015 | Чемпіонат світу                       | 95    | 272        |          |
| 2016 | Чемпіонат світу                       | 90    | 352        |          |